# マンスール・ジャーニュ
マンスール・ジャーニュ（英語表記：Mansour Diagne）は、日本を活動拠点とするセネガル国籍のタレント、モデル、マネージャーである。セネガル・ティエス州ホンブル出身。身長195cm。現在は株式会社エコーズのヘッドマネージャーを務める。

## 略歴
- 1987年から1992年までヨルダン大学に在学し、農業経済学を専攻。
- 1992年　来日。著名人のアラビア語の家庭教師をしながら、独学で日本語を学んだ。日本語能力試験1級取得者である。
- 1998年　TBSテレビ『ここがヘンだよ日本人』にレギュラー出演。これをきっかけに稲川素子事務所に所属し、タレント、通訳、マネージャーとして経験を積む。
- 2008年　株式会社エコーズを鈴木広伸と共に立ち上げ、外国人タレント事務所ヘッドマネージャーとして活動中。

## 人物
- 5ヶ国語(ウォロフ語(母語)・フランス語(セネガルの公用語)・アラビア語・英語・日本語)が堪能。
- 在日セネガル人のコミュニティでは、父親的存在であり、在日セネガル人からの信望は厚い。
- 8人兄弟の第3子。現在、兄弟のうちサラム・ジャーニュ、ウセイヌ・ジャーニュの2人も日本に在住し、タレントとして活動中。テレビ番組や映画で「ジャーニュ兄弟」、「マンデラ兄弟」として共演している。
- お気に入りの映画に「男はつらいよ」シリーズを挙げており、DVDパーフェクトBOXを所有している。本人曰く「日本のすべてがここにある」。
- 『ここがヘンだよ日本人』で共演したゾマホン・ルフィンとは親交が深く、しばしば高円寺で牛丼を一緒に食べている。
- 宗教上、酒が飲めないため、酒のある席では「まだ、未成年なので」と言い続けている。
- 大の親父ギャグ好きである。

## 芸歴

### TV出演
- NHK
  - 「えいごリアン2」- マンスール役 (セミレギュラー)
  - 「スーパーえいごリアン1」 ゲスト出演 セネガル相撲紹介
  - 「テレビでアラビア語」 レギュラー出演
- 日本テレビ
  - 「ぐるぐるナインティナイン」　セネガル相撲紹介
  - 「電波少年」 アラビア語指導、翻訳
  - 「セクシーボイスアンドロボ」
  - 「世界まる見え!テレビ特捜部」　アフリカ担当エージェント
- TBSテレビ
  - 「ここがヘンだよ日本人」 レギュラー出演
  - 「アサ秘ジャーナル(第二アサ秘ジャーナル)」 衆議院議員・小池百合子とアラビア語で対談。アラビア語ナレーション、翻訳。
  - 「我輩は主婦である」
  - 「3年B組金八先生」
  - 「世界ユートピア計画」
  - 「ブレインサバイバー」
  - 「アッコにおまかせ!」
- テレビ朝日
  - 「緊急！世界サミット”たけしJAPAN」　キャスティング、出演
  - 「緊急！世界サミット”たけしJAPAN2」　キャスティング、出演
  - 「お願い!ランキング」
  - 「ドクターX〜外科医・大門未知子〜 第7期第9話」
- フジテレビ
  - 「森田一義アワー 笑っていいとも!」 水曜日レギュラー(1998年6-9月)
  - 「WORLD DOWNTOWN」（マンデラ兄役）
  - 「劇団演技者。」
- テレビ東京
  - 「矢沢魂」 レギュラー
  - 「タカトシ空飛ぶチェリーパイ」

### 映画出演
- 『県庁の星』
- 『デビルマン』
- 『BECK』
- 『アウトレイジ』
- 『サラリーマンNEO』

## 講演歴
”国際井戸端会議団”のメンバーとして、『ここがヘンだよ日本人』で共演した張景子(中国)、ウラジミール・ソンチェフ(ロシア)、ラウラ・モレッティ(イタリア)、ケビン・クローン(アメリカ合衆国)、ノイマン・クリストフ(ドイツ)と共に、全国各地で講演会を行っていた。テーマは「アフリカと日本」「大陸としてのアフリカ」「貧困とアフリカ」などである。現在も、全国の高等学校、大学にてアフリカを題材とした講義でゲスト講演の活動を行っている。